# رگ فلوین
رگ فلوین (انگلیسی: Reg Flewin; ۲۸ نوامبر ۱۹۲۰ – ۲۴ مهٔ ۲۰۰۸) بازیکن فوتبال اهل بریتانیا بود.
از باشگاه‌هایی که در آن بازی کرده‌است می‌توان به باشگاه فوتبال پورتسموث اشاره کرد.
وی همچنین در تیم ملی فوتبال انگلستان بازی کرده‌است.